# The Classic
『The Classic』（ザ・クラシック）は、TOKYO FMをキーステーションとしてJFN系列全国38局ネットで放送されていたラジオ番組。

## 概要
ラッパー・Red Eyeをパーソナリティに迎えて、ヒップホップだけではなく、幅広いジャンルの音楽についてリスナーと一緒に深掘りする。最新のヒップホップ情報やファッション・カルチャー、そしてまさに、“クラシック”と言われている過去の名曲やそのエピソードをお届けしていく番組である。
2025年7月13日の放送回の終盤にて突如、同年7月27日を以て番組を終了する旨が発表された。この他、同局・同スポンサー（「My Star (Travel TV)」）提供による、SNSを中心に活動する2人組デュオ・もにゅそで冠番組『もにゅそで 知らんけどアッパー』（2023年4月開始、毎週金曜・23:00 - 23:55）も同年7月25日を以て番組の終了が相次いで発表された。

## 出演者
- Red Eye

- 渡辺志保

## 放送時間
- 日曜 23:30 - 23:55

(2023年12月31日はリリー・フランキー「スナックラジオ年越し営業スペシャル（公開生放送）」のため、1日手前である12月30日の16:30-16:55の放送となった)

## ネット局
| 放送地域 | 放送局                  |
| -------- | ----------------------- |
| 東京都   | TOKYO FM※制作局         |
| 北海道   | AIR-G'                  |
| 青森県   | AFB                     |
| 岩手県   | FM IWATE                |
| 宮城県   | Date fm                 |
| 秋田県   | AFM                     |
| 山形県   | Rhythm station          |
| 福島県   | ふくしまFM              |
| 栃木県   | RADIO BERRY             |
| 群馬県   | FMぐんま                |
| 新潟県   | FM-NIIGATA              |
| 長野県   | FM長野                  |
| 富山県   | FMとやま                |
| 石川県   | HELLO FIVE              |
| 福井県   | FM福井                  |
| 岐阜県   | FM GIFU                 |
| 静岡県   | K-mix                   |
| 愛知県   | @FM                     |
| 三重県   | レディオキューブ FM三重 |

| 放送地域       | 放送局         |
| -------------- | -------------- |
| 滋賀県         | e-radio        |
| 大阪府         | FM OH!         |
| 兵庫県         | Kiss FM KOBE   |
| 鳥取県・島根県 | V-air          |
| 岡山県         | FM岡山         |
| 広島県         | HFM            |
| 山口県         | FMY            |
| 徳島県         | FM徳島         |
| 香川県         | FM香川         |
| 愛媛県         | JOEU-FM        |
| 高知県         | Hi-Six         |
| 福岡県         | FM FUKUOKA     |
| 佐賀県         | FMS            |
| 長崎県         | FM Nagasaki    |
| 熊本県         | FMK            |
| 大分県         | Air-Radio FM88 |
| 宮崎県         | JOY FM         |
| 鹿児島県       | μFM            |
| 沖縄県         | FM沖縄         |

## 提供
MyStar(Travel TV)